# Ben Botica
Pour les articles homonymes, voir Botica.

a Compétitions nationales et continentales officielles uniquement.

Dernière mise à jour le 3 avril 2023.
Benjamin Botica dit Ben Botica, né le 7 octobre 1989 à Takapuna, est un joueur néo-zélandais de rugby à XV évoluant principalement au poste de demi d'ouverture. Il joue au sein du club de Soyaux Angoulême XV Charente en Pro D2 depuis 2023.

## Biographie
Fils de l'international néo-zélandais Frano Botica, Benjamin Botica naît le 7 octobre 1989 à Takapuna.
Il joue au rugby à l'école et est sélectionné dans l'équipe scolaire de Nouvelle-Zélande.
En 2008, il passe une année en France où il joue avec l'équipe espoirs du Biarritz olympique ; puis il retourne dans son pays natal où il rejoint l'équipe de North Harbour. Il dispute son premier match professionnel en août 2009 contre l'équipe de Southland dans le cadre de l'Air New Zealand Cup. En 2011, il espère être appelé pour rejoindre la franchise des Blues et disputer le Super 15, mais ce n'est pas le cas. Il décide donc de revenir en France où il dispute la saison 2011-2012 de Pro D2 avec le CA Périgueux.
En fin de saison, il s'engage pour deux ans avec le club anglais des Harlequins qu'il quitte en 2016 pour rejoindre Montpellier HR. Après avoir joué seulement neuf matchs, il est envoyé à l'US Oyonnax en tant que joker médical de Jérémy Gondrand.
Il rejoint l'Union Bordeaux Bègles lors de la saison 2019-2020 où il est mis en concurrence avec Matthieu Jalibert.
Il signe un pré-contrat avec le Castres olympique en novembre 2020 pour la saison 2021-2022.
Cependant, alors qu'il n'a que peu de temps de jeu au Castres olympique, étant barré par la concurrence de Benjamín Urdapilleta et de Louis Le Brun, il rejoint sous forme de prêt le Soyaux Angoulême XV Charente évoluant en Pro D2 à partir d'avril 2023 où son frère Jacob (en) évolue. Convaincant sur la fin de saison des charentais, il rejoint définitivement le club en mai 2023 pour deux saisons.

## Palmarès
- Champion de France de Pro D2 2017 avec l'US Oyonnax.
- Finaliste de la Challenge Cup en 2016 avec les Harlequins.
- Vainqueur de la coupe anglo-galloise en 2013 avec les Harlequins.
- Finaliste du Top 14 en 2022 avec le Castres olympique.

### Distinctions personnelles
- Nuit du rugby 2018 : élu meilleur joueur du Top 14 saison 2017-2018.